# Barquq

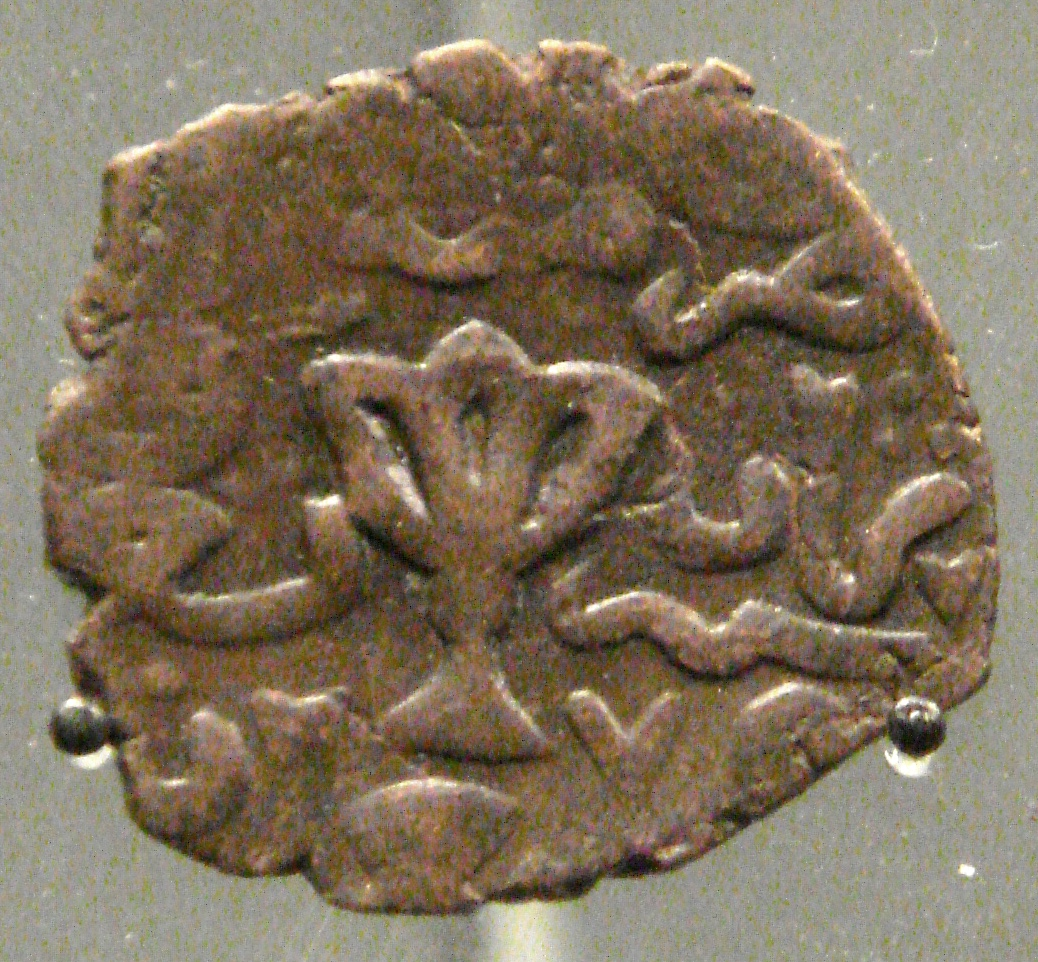
Koperen munt van tijdens de regering van Barquq

Al-Malik Az-Zahir Sayf ad-Din Barquq (Arabisch:المالك الظاهر سيف الدين برقوق) ook geschreven als Barkuk, Berkuk was de eerste sultan van de mammelukse Burjidynastie. Hij heerste eerst van 1382 tot 1389 en voor een tweede keer van 1390 tot 1399. Barquq was van Circassische afkomst en werd als slaaf rond 1363-1364 naar Egypte gehaald. Na zijn dood in 1399 volgde zijn zoon Faraj hem op.